# Polycyrtus herrerai
Polycyrtus herrerai là một loài tò vò trong họ Ichneumonidae.